# 宗室毓璋
宗室毓璋（？—？），即毓璋，愛新覺羅氏，清朝皇室，政治人物。
同治年間，擔任工部郎中。光緒年間，升任漳州府知府。授鎮國公。